# 朱里镇 (上蔡县)
朱里镇，是中华人民共和国河南省驻马店市上蔡县下辖的一个乡镇级行政单位。

## 行政区划
朱里镇下辖以下地区：
朱里村、古刘村、后关村、大黄村、河南贾村、河北贾村、郏庄寨村、捌子杨村、罗庄村、乔李村、老黄庄村、东梁村、坡杨村、柏庄村、扶台村、周庄村、周桥村、高庄村、大董村、田庄村、东伍张村、双庙村、霍庄村、贾庄村和段寨村。